# Борич, Груйо
Груйо Борич (серб. Грујо Борић; 12 июля 1938, Дервента — 2 августа 2025, Белград) — сербский генерал и военный деятель, военачальник армии боснийских сербов в период войны в Боснии и Герцеговине.

## Биография
Груйо Борич родился 12 июля 1938 года в селе Дервента (нынешняя община Миличи Республики Сербской) в семье рабочего и домохозяйки. После учёбы в гимназии поступил в школу младших офицеров по специальности «артиллерия», которую с отличием завершил в 1954 году. В 1962 году по той же специальности закончил Военную академию Сухопутных войск СФРЮ. В 1974 и 1988 годах Борич проходил подготовку на курсах тактики и обороны при Сухопутных войсках.
В Югославской народной армии проходил службу в гарнизонах Марибора, Целье, Пулы, Вировитицы, Нова-Градишки, Крижевцах, Петриньи, Карловца, Загреба и Бихача. С началом распада Югославии находился в Загребе, в одном из подразделений 5-й военной области ЮНА. В 1992 году, во время начала конфликта в Боснии и Герцеговине, вступил в формируемое Войско Республики Сербской. Официальной датой начала службы в ВРС стало 15 мая 1992 года. В армии боснийских сербов Борич командовал 2-м Краинским корпусом. Затем его сменил генерал Радивое Томанич, а Борич был назначен командующим Центром военных школ Республики Сербской. 10 ноября 1993 года Борич получил чин генерал-майора, а 3 февраля 1997 года — чин генерал-подполковника.
8 июня 1998 года Борич был отправлен на пенсию.
Был заместителем министра обороны Республики Сербской Манойло Миловановича в 1998—2001 годах.
Проживал в Нови-Саде. Был женат, воспитал сына и дочь. За время службы был неоднократно награждён, в том числе Орденом за храбрость и Звездой Карагеоргия первой степени.
Скончался 2 августа 2025 года в Белграде.

## Награды
За всё время службы был отмечен следующими наградами (перечислены в хронологическом порядке):
- Медаль «За воинскую доблесть»[серб.] (1958)
- Медаль ордена Военных заслуг (1963)
- Орден Военных заслуг с серебряными мечами (1969)
- Орден Народной Армии с серебряной звездой (1977)
- Орден Военных заслуг с золотыми мечами (1982)
- Орден Народной Армии с золотой звездой (1986)
- Орден «За храбрость» (1991)
- Орден Звезды Карагеоргия[серб.] (1991)